# John Milius
John Milius (n. 11 aprilie 1944, Saint Louis, Missouri, SUA) este un scenarist, producător și regizor de film american. A regizat filmul din 1982 Conan Barbarul, despre cimerianul omonim interpretat de Arnold Schwarzenegger.

## Filmografie

### Film
| An   | Titlu                                | Regizor | Scenarist |
| ---- | ------------------------------------ | ------- | --------- |
| 1969 | The Devil's 8                        | Nu      | Da        |
| 1971 | Evel Knievel                         | Nu      | Da        |
| 1972 | The Life and Times of Judge Roy Bean | Nu      | Da        |
| 1972 | Jeremiah Johnson                     | Nu      | Da        |
| 1973 | Magnum Force                         | Nu      | Da        |
| 1973 | Dillinger                            | Da      | Da        |
| 1975 | The Wind and the Lion                | Da      | Da        |
| 1978 | Big Wednesday                        | Da      | Da        |
| 1979 | Apocalypse Now                       | Nu      | Da        |
| 1982 | Conan the Barbarian                  | Da      | Da        |
| 1984 | Red Dawn                             | Da      | Da        |
| 1987 | Extreme Prejudice                    | Nu      | Poveste   |
| 1989 | Farewell to the King                 | Da      | Da        |
| 1991 | Flight of the Intruder               | Da      | Nu        |
| 1993 | Geronimo: An American Legend         | Nu      | Da        |
| 1994 | Clear and Present Danger             | Nu      | Da        |
| 2001 | Texas Rangers                        | Nu      | Da        |

Scenarii verificate (nemenționat)
- Dirty Harry (1971)
- Jaws (1975)
- Indiana Jones and the Temple of Doom (1984)
- The Hunt for Red October (1990)
- Eraser (1996)
- Saving Private Ryan (1998)
- Behind Enemy Lines (2001)

Producător
- Uncommon Valor (1983)

Producător executiv
- I Wanna Hold Your Hand (1978)
- Hardcore (1979)
- 1941 (1979) (și scenarist)
- Used Cars (1980)

### Scurtmetraje
| An   | Titlu                       | Regizor | Scenarist | Note                        |
| ---- | --------------------------- | ------- | --------- | --------------------------- |
| 1966 | The Reversal of Richard Sun | Da      | Nu        |                             |
| 1966 | Marcello, I'm So Bored      | Da      | Nu        | Regizat cu John Strawbridge |
| 1967 | Glut                        | Nu      | Da        |                             |
| 1967 | The Emperor                 | Nu      | Da        |                             |

 Ca actor 
| An   | Titlu                       | Rol                            | Note         |
| ---- | --------------------------- | ------------------------------ | ------------ |
| 1966 | The Reversal of Richard Sun | The Chauffeur                  | Scurtmetraj  |
| 1973 | Deadhead Miles              | State Trooper                  |              |
| 1975 | The Wind and the Lion       | The One-Armed Military Advisor |              |
| 1975 | Crazy Mama                  | Cop                            |              |
| 1978 | Big Wednesday               | Marijuana Dealer in Tijuana    |              |
| 1982 | Conan the Barbarian         | Foodseller in the Old City     | Scene șterse |

### TV
| An   | Titlu             | Regizor | Scenarist | Producător | Creator | Note                                         |
| ---- | ----------------- | ------- | --------- | ---------- | ------- | -------------------------------------------- |
| 1985 | The Twilight Zone | Da      | Nu        | Nu         | Nu      | Episodul: "Opening Day" (S1 E10c)            |
| 1987 | Miami Vice        | Nu      | Poveste   | Nu         | Nu      | Episodul: "Viking Bikers from Hell" (S3 E22) |
| 2003 | Delta             | Nu      | Nu        | Da         | Nu      | Episod pilot TV                              |
| 2005 | Rome              | Nu      | Da        | Da         | Da      | Episodul: "Egeria" (S1 E6)                   |

Filme TV
| An   | Titlu                | Regizor | Scenarist |
| ---- | -------------------- | ------- | --------- |
| 1974 | Melvin Purvis: G-Man | Nu      | Da        |
| 1994 | Motorcycle Gang      | Da      | Nu        |
| 1997 | Rough Riders         | Da      | Da        |